# Núi Říp
Núi Říp (tiếng Séc: hora Říp, IPA: [ˈɦora ˈr̝iːp] ⓘ; tiếng Đức: [Sankt] Georgsberg or Raudnitzer Berg), còn có tên là Đồi Říp, là một ngọn đồi cao 459m mọc đơn độc từ bình nguyên bằng phẳng trung tâm Bohemia; nơi này theo truyền thuyết là nơi những người Séc đầu tiên đặt chân đến sinh sống. Říp nằm cách Litoměřice, Cộng hòa Séc 20 km về phía đông nam. Ngọn núi và tháp nhà lầu mái tròn nằm trong số các di tích văn hóa cấp quốc gia của Cộng hòa Séc.
Về mặt địa chất, Říp là tàn tích xói mòn của ngọn núi lửa Oligocene và được cấu thành từ đất bazan mephelin chứa các hạt olivin, amphibol, leuxit và magnetit, vì thế một điểm dị thường từ có thể được quan sát ở đó bằng chiếc la bàn. Ngọn đồi bị trơ trụi cho đến năm 1879, khi Mořic Lobkowitz bắt đầu cho trồng cây phủ xanh. Ngày nay, hầu như toàn bộ ngọn núi được bao phủ bởi khu rừng sồi-trăn xen lẫn các loại cây Chi Phong, Chi Thông, Chi Tần bì và Chi Đoạn. Một vài loài thực vật ưa nhiệt có thể được tìm thấy ở những nơi ít cây trên đỉnh đổi, chẳng hạn như Gagea bohemica và hoa Diên Vĩ pumila.
Với việc có thể được nhìn thấy từ rất xa, Říp luôn là một địa điểm để định hướng quan trọng trong phong cách Bohemia và đã thu hút sự chú ý từ thời xa xưa.

## Tên gọi
Tên gọi của ngọn núi có tiền tố tiếng Slav và có lẽ xuất phát từ hệ ngôn ngữ German cổ ríp- (độ cao, ngọn đồi), đồng nghĩa với từ tiếng Latin rípa (bờ biển, dốc, sườn đồi). Một số nhà ngôn ngữ học còn nhắc đến nguồn gốc từ hệ ngôn ngữ tiếng Illyria-tiếng thracia.

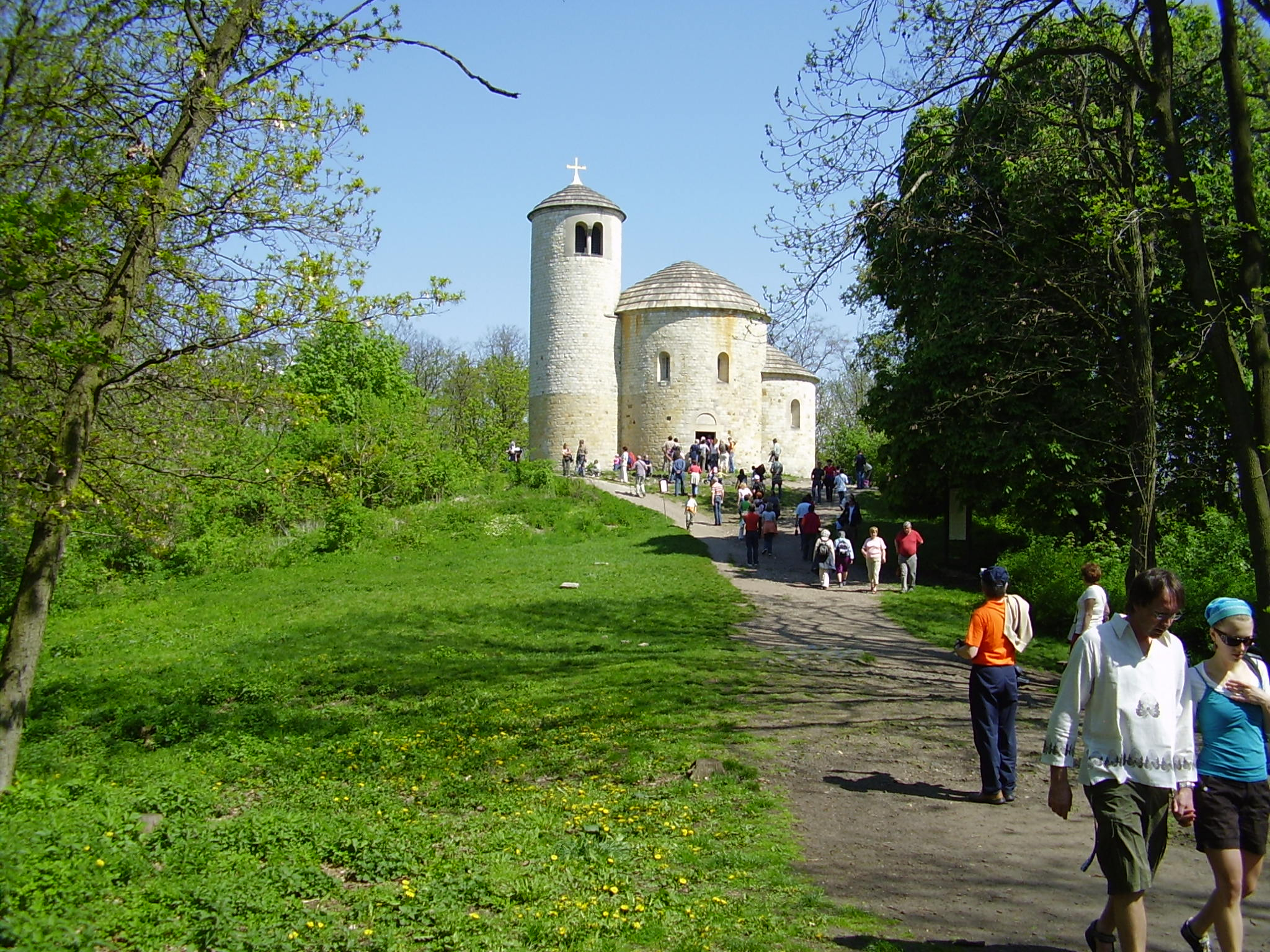
Tháp nhà lầu mái tròn của Thánh George trên đỉnh đồi.

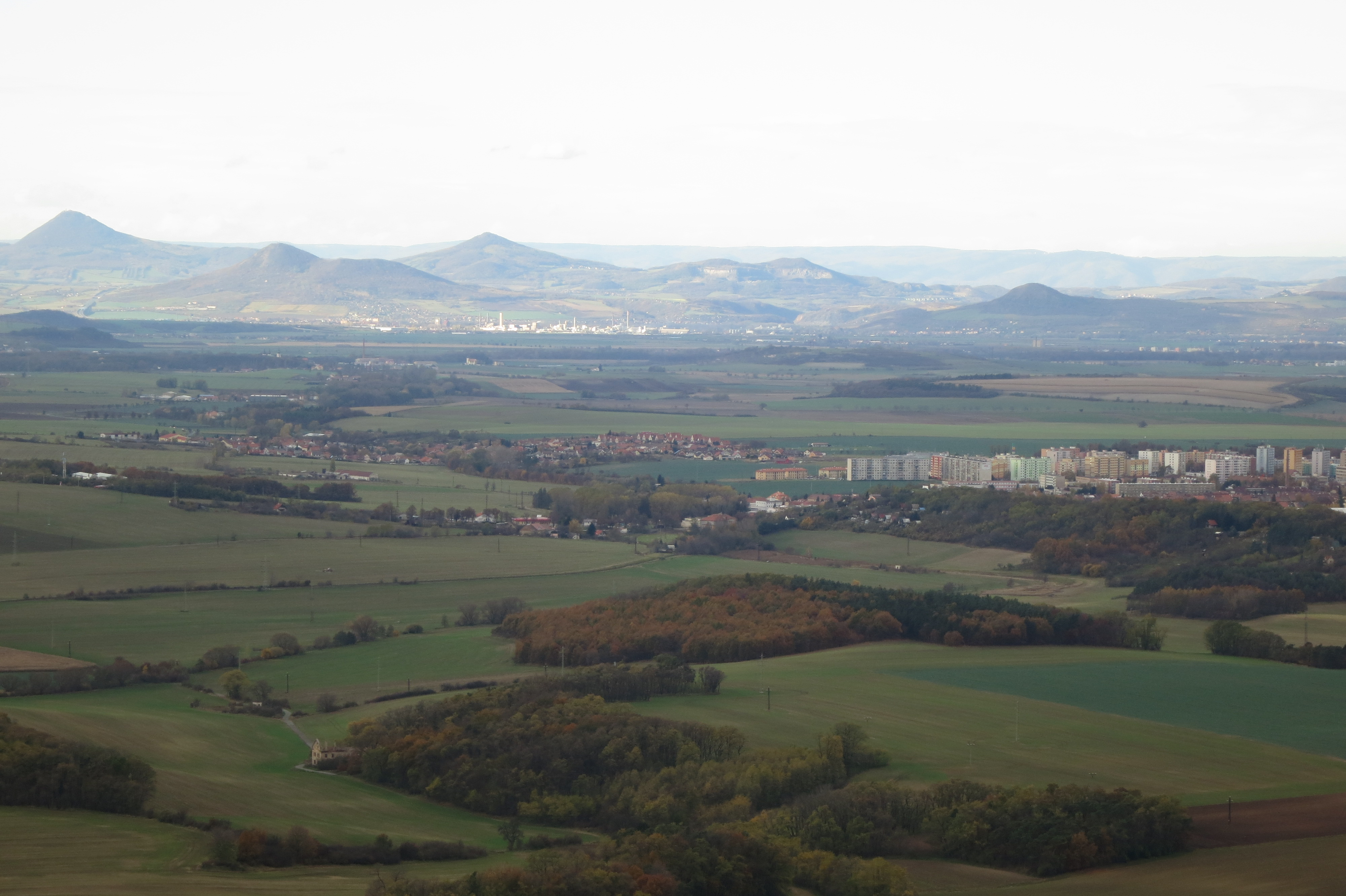
Góc nhìn đồi Říp từ trên cao.

## Truyền thuyết
Theo truyền thuyết cổ đại được ghi chép lần đầu bởi nhà biên niên sử người Séc cổ đại Kosmas của Praha vào đấu thế kỉ 12, Říp là nơi những người Slav đầu tiên do Tổ tiên Čech đặt chân đến sinh sống. Theo Biên niên sử Dalimil từ năm 1310, khi Čech và đoàn người của ông leo lên núi Říp, ông đã trông mắt nhìn phong cách núi non và nói với những anh em của mình rằng họ đã đặt chân đến vùng đất hứa: "Chúng ta có một đất nước mà ta hằng mong đợi, bàn gỗ của chúng ta sẽ luôn được lấp đầy, đủ các loại động vật hoang dã, chim, cá, ong và sự cứng rắn chống lại kẻ thù."
Vùng đất được đặt theo tên vị thủ lĩnh. Vào thế kỉ 16, truyền thuyết được tái kể lại bởi Václav Hájek của Libočany, ông này cho biết Čech được chôn cất tại ngôi làng Ctiněves gần đó và sau này được Alois Jirásek nhắc đến trong cuốn sách Old Bohemian Legends từ năm 1894.